# Phytobia pallida
Phytobia pallida är en tvåvingeart som beskrevs av Spencer 1986. Phytobia pallida ingår i släktet Phytobia och familjen minerarflugor.
Artens utbredningsområde är Arizona. Inga underarter finns listade i Catalogue of Life.